# Olympische Sommerspiele 1996/Fechten
Bei den XXVI. Olympischen Sommerspielen 1996 in Atlanta fanden zehn Wettbewerbe im Fechten statt. Austragungsort war das Georgia World Congress Center. Neu auf dem Programm standen zwei Degen-Wettbewerbe für Frauen (Einzel und Mannschaft).

## Bilanz

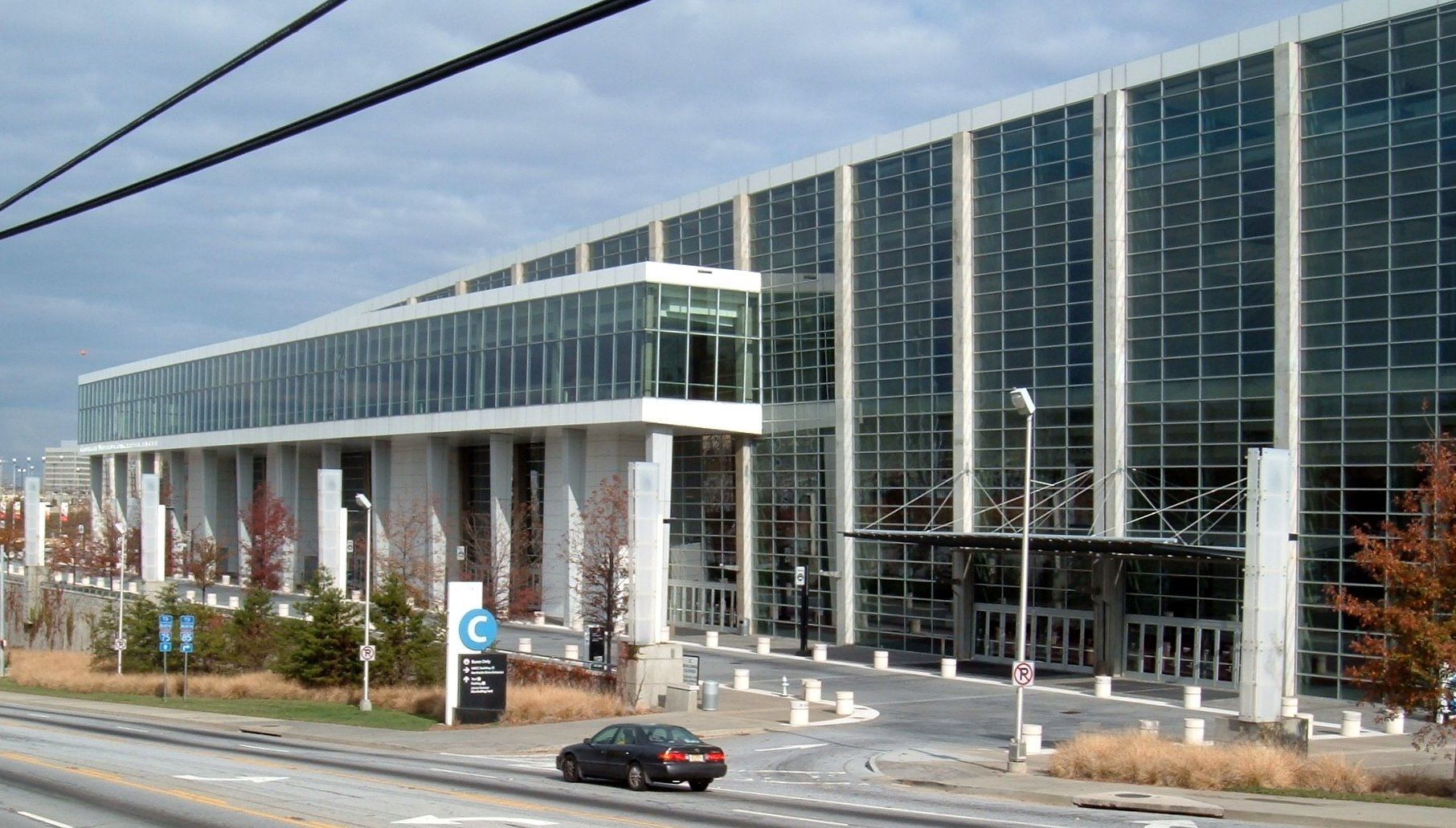
Georgia World Congress Center

### Medaillenspiegel
| Platz | Land        | Gold | Silber | Bronze | Gesamt |
| ----- | ----------- | ---- | ------ | ------ | ------ |
| 1     | Russland    | 4    | 2      | 1      | 7      |
| 2     | Italien     | 3    | 2      | 2      | 7      |
| 3     | Frankreich  | 2    | 2      | 3      | 7      |
| 4     | Rumänien    | 1    | 1      | –      | 2      |
| 5     | Ungarn      | –    | 1      | 2      | 3      |
| 6     | Kuba        | –    | 1      | 1      | 2      |
| 7     | Polen       | –    | 1      | –      | 1      |
| 8     | Deutschland | –    | –      | 1      | 1      |

### Medaillengewinner
| Konkurrenz         | Gold                                                      | Silber                                                                | Bronze                                          |
| ------------------ | --------------------------------------------------------- | --------------------------------------------------------------------- | ----------------------------------------------- |
| Degen Einzel       | Alexander Beketow                                         | Iván Trevejo                                                          | Géza Imre                                       |
| Degen Mannschaft   | Sandro Cuomo Angelo Mazzoni Maurizio Randazzo             | Alexander Beketow Pawel Kolobkow Waleri Sacharewitsch                 | Jean-Michel Henry Robert Leroux Éric Srecki     |
| Florett Einzel     | Alessandro Puccini                                        | Lionel Plumenail                                                      | Franck Boidin                                   |
| Florett Mannschaft | İlqar Məmmədov Wladislaw Pawlowitsch Dmitri Schewtschenko | Piotr Kiełpikowski Adam Krzesiński Ryszard Sobczak Jarosław Rodzewicz | Oscar Pérez Elvis Gregory Rolando Tucker        |
| Säbel Einzel       | Stanislaw Posdnjakow                                      | Sergei Scharikow                                                      | Damien Touya                                    |
| Säbel Mannschaft   | Grigori Kirijenko Stanislaw Posdnjakow Sergei Scharikow   | Csaba Köves József Navarrete Bence Szabó                              | Raffaello Caserta Luigi Tarantino Tonhi Terenzi |

| Konkurrenz         | Gold                                                         | Silber                                    | Bronze                                          |
| ------------------ | ------------------------------------------------------------ | ----------------------------------------- | ----------------------------------------------- |
| Degen Einzel       | Laura Flessel-Colovic                                        | Valérie Barlois                           | Gyöngyi Szalay                                  |
| Degen Mannschaft   | Valérie Barlois Laura Flessel-Colovic Sophie Moressée-Pichot | Laura Chiesa Elisa Uga Margherita Zalaffi | Karina Asnawurjan Julija Garajewa Marija Masina |
| Florett Einzel     | Laura Badea                                                  | Valentina Vezzali                         | Giovanna Trillini                               |
| Florett Mannschaft | Francesca Bortolozzi Giovanna Trillini Valentina Vezzali     | Laura Badea Reka Szabo Roxana Scarlat     | Sabine Bau Anja Fichtel Monika Weber            |

## Ergebnisse Männer

### Degen Einzel
| Platz | Land | Sportler          |
| ----- | ---- | ----------------- |
| 1     | RUS  | Alexander Beketow |
| 2     | CUB  | Iván Trevejo      |
| 3     | HUN  | Géza Imre         |
| 4     | HUN  | Iván Kovács       |
| 5     | ITA  | Sandro Cuomo      |
| 6     | FRA  | Jean-Michel Henry |
| 7     | EST  | Kaido Kaaberma    |
| 8     | GER  | Marius Strzalka   |

Datum: 20. Juli 1996

45 Teilnehmer aus 21 Ländern

### Degen Mannschaft
| Platz | Land | Sportler                                              |
| ----- | ---- | ----------------------------------------------------- |
| 1     | ITA  | Sandro Cuomo Angelo Mazzoni Maurizio Randazzo         |
| 2     | RUS  | Alexander Beketow Pawel Kolobkow Waleri Sacharewitsch |
| 3     | FRA  | Jean-Michel Henry Robert Leroux Éric Srecki           |
| 4     | GER  | Elmar Borrmann Arnd Schmitt Marius Strzalka           |
| 5     | EST  | Kaido Kaaberma Andrus Kajak Meelis Loit               |
| 6     | HUN  | Géza Imre Iván Kovács Krisztián Kulcsár               |
| 7     | ESP  | Oscar Fernández César González Raúl Maroto            |
| 8     | USA  | Tamir Bloom Jim Carpenter Mike Marx                   |

Datum: 23. Juli 1996

33 Teilnehmer aus 11 Ländern

### Florett Einzel
| Platz | Land | Sportler           |
| ----- | ---- | ------------------ |
| 1     | ITA  | Alessandro Puccini |
| 2     | FRA  | Lionel Plumenail   |
| 3     | FRA  | Franck Boidin      |
| 4     | GER  | Wolfgang Wienand   |
| 5     | CUB  | Rolando Tucker     |
| 6     | UKR  | Serhij Holubyzkyj  |
| 7     | FRA  | Philippe Omnès     |
| 8     | KOR  | Kim Young-ho       |

Datum: 22. Juli 1996

45 Teilnehmer aus 19 Ländern

### Florett Mannschaft
| Platz | Land | Sportler                                                              |
| ----- | ---- | --------------------------------------------------------------------- |
| 1     | RUS  | İlqar Məmmədov Wladislaw Pawlowitsch Dmitri Schewtschenko             |
| 2     | POL  | Piotr Kiełpikowski Adam Krzesiński Ryszard Sobczak Jarosław Rodzewicz |
| 3     | CUB  | Oscar García Elvis Gregory Rolando Tucker                             |
| 4     | AUT  | Marco Falchetto Michael Ludwig Joachim Wendt                          |
| 5     | HUN  | Zsolt Érsek Róbert Kiss Márk Marsi                                    |
| 6     | GER  | Alexander Koch Uwe Römer Wolfgang Wienand                             |
| 7     | KOR  | Jeong Su-gi Kim Young-ho Kim Yong-guk                                 |
| 8     | ITA  | Marco Arpino Stefano Cerioni Alessandro Puccini                       |

Datum: 25. Juli 1996

34 Teilnehmer aus 11 Ländern

### Säbel Einzel
| Platz | Land | Sportler             |
| ----- | ---- | -------------------- |
| 1     | RUS  | Stanislaw Posdnjakow |
| 2     | RUS  | Sergei Scharikow     |
| 3     | FRA  | Damien Touya         |
| 4     | HUN  | József Navarrete     |
| 5     | GER  | Felix Becker         |
| 6     | UKR  | Wadym Hutzajt        |
| 7     | POL  | Rafał Sznajder       |
| 8     | GER  | Steffen Wiesinger    |

Datum: 21. Juli 1996

43 Teilnehmer aus 20 Ländern

### Säbel Mannschaft
| Platz | Land | Sportler                                                |
| ----- | ---- | ------------------------------------------------------- |
| 1     | RUS  | Grigori Kirijenko Stanislaw Posdnjakow Sergei Scharikow |
| 2     | HUN  | Csaba Köves József Navarrete Bence Szabó                |
| 3     | ITA  | Raffaello Caserta Luigi Tarantino Tonhi Terenzi         |
| 4     | POL  | Norbert Jaskot Janusz Olech Rafał Sznajder              |
| 5     | FRA  | Jean-Philippe Daurelle Franck Ducheix Damien Touya      |
| 6     | ESP  | Antonio García Fernando Medina Raúl Peinador            |
| 7     | ROM  | Mihai Covaliu Florin Lupeică Vilmoș Szabo               |
| 8     | GER  | Felix Becker Frank Bleckmann Steffen Wiesinger          |

Datum: 24. Juli 1996

33 Teilnehmer aus 11 Ländern

## Ergebnisse Frauen

### Degen Einzel
| Platz | Land | Sportlerin            |
| ----- | ---- | --------------------- |
| 1     | FRA  | Laura Flessel-Colovic |
| 2     | FRA  | Valérie Barlois       |
| 3     | HUN  | Gyöngyi Szalay        |
| 4     | ITA  | Margherita Zalaffi    |
| 5     | HUN  | Tímea Nagy            |
| 6     | HUN  | Adrienn Hormay        |
| 7     | GER  | Eva-Maria Ittner      |
| 8     | KOR  | Go Jeong-jeon         |

Datum: 21. Juli 1996

48 Teilnehmerinnen aus 24 Ländern

### Degen Mannschaft
| Platz | Land | Sportlerinnen                                                |
| ----- | ---- | ------------------------------------------------------------ |
| 1     | FRA  | Valérie Barlois Laura Flessel-Colovic Sophie Moressée-Pichot |
| 2     | ITA  | Laura Chiesa Elisa Uga Margherita Zalaffi                    |
| 3     | RUS  | Karina Asnawurjan Julija Garajewa Marija Masina              |
| 4     | HUN  | Adrienn Hormay Tímea Nagy Gyöngyi Szalay                     |
| 5     | EST  | Oxana Jermakowa Heidi Rohi Maarika Võsu                      |
| 6     | CUB  | Tamara Esteri Mirayda García Soto Milagros Palma             |
| 7     | GER  | Claudia Bokel Eva-Maria Ittner Katja Nass                    |
| 8     | USA  | Elaine Cheris Leslie Marx Nhi Lan Le                         |

Datum: 24. Juli 1996

33 Teilnehmerinnen aus 11 Ländern

### Florett Einzel
| Platz | Land | Sportlerin        |
| ----- | ---- | ----------------- |
| 1     | ROM  | Laura Badea       |
| 2     | ITA  | Valentina Vezzali |
| 3     | ITA  | Giovanna Trillini |
| 4     | FRA  | Laurence Modaine  |
| 5     | GER  | Monika Weber      |
| 6     | CHN  | Xiao Aihua        |
| 7     | USA  | Ann Marsh         |
| 8     | HUN  | Aida Mohamed      |

Datum: 22. Juli 1996

40 Teilnehmerinnen aus 17 Ländern

### Florett Mannschaft
| Platz | Land | Sportlerinnen                                            |
| ----- | ---- | -------------------------------------------------------- |
| 1     | ITA  | Francesca Bortolozzi Giovanna Trillini Valentina Vezzali |
| 2     | ROM  | Laura Badea Reka Szabo Roxana Scarlat                    |
| 3     | GER  | Sabine Bau Anja Fichtel Monika Weber                     |
| 4     | HUN  | Gabriella Lantos Aida Mohamed Zsuzsanna Jánosi           |
| 5     | FRA  | Clothilde Magnan Laurence Modaine Adeline Wuillème       |
| 6     | RUS  | Swetlana Boiko Olga Scharkowa Olga Welitschko            |
| 7     | CHN  | Liang Jun Wang Huifeng Xiao Aihua                        |
| 8     | POL  | Katarzyna Felusiak Anna Rybicka Barbara Wolnicka         |

Datum: 25. Juli 1996

33 Teilnehmerinnen aus 11 Ländern